# 方胸龍屬

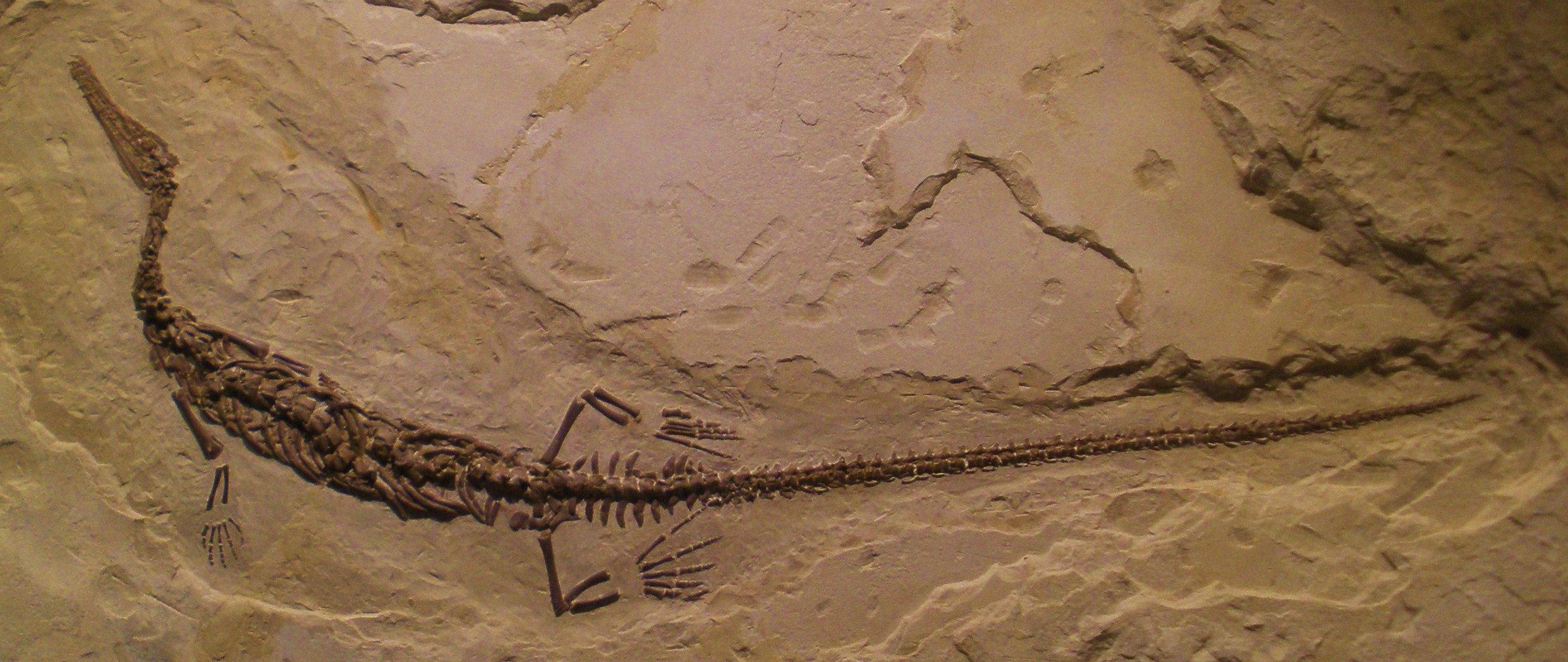
方胸龍的化石

方胸龍屬（學名：Stereosternum）是種中龍科爬行動物，是種海生爬行動物，生存於二疊紀早期的巴西。

## 外部連結
- Stereosternum specimen.